# Državna cesta D38
Die Državna cesta D38 (kroatisch für Nationalstraße D38) zweigt in Pakrac von der Državna cesta D5 in nordöstlicher Richtung ab und folgt dem Flüsschen Pakra nach Osten. Westlich von Požega nimmt sie die Državna cesta D51 auf, trennt sich aber in Požega wieder von ihr. Dort zweigt auch der frühere, inzwischen deklassierte Nordast der Državna cesta D49 nach Slatina ab.  In Pleternica werden die Orljava überschritten und der von der Autocesta A3 kommende Südast der Državna cesta D49 aufgenommen. Die D38 verläuft in östlicher Richtung nördlich der Höhe der Dilj gora, quert bei Ruševo die Državna cesta D53 sowie westlich von Đakovo die Autobahn Autocesta A5 (Europastraße 73), kreuzt die Đakovo westlich umgehende Državna cesta D7 und geht in Đakovo in die Državna cesta D46 über.
Die Länge der Straße beträgt 120,7 km.